# Salm-Mörchingen
Salm-Morchingen fou un wild i ringraviat del Sacre Imperi Romanogermànic que va existir del 1607 al 1688 per segregació de Salm-Kyrburg en tres branques.
Salm-Kyrburg, una de les tres branques (que el 1637 ja va recuperar els dominis de la branca de Salm-Tronecken, extinta) es va extingir el 1681 i va passar a Salm-Morchingen que així va reunir tots els territoris inicials de la branca mare de Kyrburg. Però al seu torn es va extingir el 1688 i va passar a Salm-Salm. Com que aquest estat era principat imperial i els territoris rebuts només eren un wild i ringraviat (equivalent a comtat) es van mantenir dues administracions, una pel principat i una pels territoris del wild i ringraviats, reunits per la casa de Salm-Morchingen però que van rebre el nom de Salm-Kyrburg.